# ليك سانتيتلا (كارولاينا الشمالية)
ليك سانتيتلا (بالإنجليزية: Lake Santeetlah, North Carolina)‏ هي بلدة أمريكية تقع في الولايات المتحدة في مقاطعة غراهام، كارولاينا الشمالية. يقدر عدد سكانها بـ 45 نسمة ومساحتها 0.5 كم2 .